# バート・ヤンシュ
バート・ヤンシュ（Bert Jansch、1943年11月3日 - 2011年10月5日）は、スコットランドのフォーク・ミュージシャンであり、ペンタングル結成メンバーのひとりである。本名をHerbert Jansch（ハーバート・ヤンシュ）という。
「ローリング・ストーンの選ぶ歴史上最も偉大な100人のギタリスト」において2003年は第94位、2011年の改訂版では削除された。

## 人物
グラスゴーに生まれ、活動初期には「英国のボブ・ディラン」と称されることもしばしばあった。しかし必ずしもその通りではなく、バート・ヤンシュの最高の仕事は、ボブ・ディランとは違って歌詞のある楽曲ではなく、常にインストゥルメンタルによるものである。
1960年代にギタリストのデイヴィ・グレアムやアン・ブリッグスらフォーク・シンガーから大きな影響を受け、また、ジョニー・マー、バーナード・バトラー、レッド・ツェッペリン、ニール・ヤングらに影響を与えた。2001年のBBC RADIO 2のフォーク・アウォーズ( Folk Awards )では、ライフタイム・アーカイブメント・アウォード (Lifetime Achievement Award、"生涯の功績を称える賞"の意)を受賞した。
2011年10月5日、癌のため英国ロンドン北部ハムステッドのホスピスで死去。67歳没。

## 活動の記録

### 初期
バート・ヤンシュは1943年にグラスゴーで、ヴィクトリア期にドイツのハンブルクから移り住んだユダヤ系の一家に生まれた。エディンバラに育ち、ペニーウェル小学校とエインズリーパーク中学校に通う。10代の頃にギターを手にし、ロイ・ゲスト (Roy Guest)と地元のフォーククラブを訪問し始めた。そこでアーチー・フィッシャー (Archie Fisher)とジル・ドイル (Jill Doyle)に出会う。彼らはビッグ・ビル・ブルーンジー、ピート・シーガー、ブラウニー・マギーとウディ・ガスリーの音楽をバート・ヤンシュに紹介した。
苗木業者として働いた後、音楽に専念するようになる。イギリスのあちこちのフォーク・クラブ(folk club)で一夜限りの演奏を2年間程続け、この音楽修業の間に、マーティン・カーシーやイアン・キャンベル (Ian Campbell)、アン・ブリッグスから影響を受けた。例えば「Blackwaterside」や「Reynardine」のような、後の演目の中で重要な位置を占めることとなる楽曲を学んだのであった。
1963年から1965年にかけてヨーロッパ一円を一人で放浪した。バーやカフェへ飛び込みで演奏をしつつ、あちこちへとヒッチハイクしたが、モロッコのタンジールで赤痢に感染しイギリスへと送還された。

### 1960年代 ロンドン
1960年代中頃のロンドンではフォーク・ミュージックへの関心が芽生えつつあった。その中、バート・ヤンシュはロンドンへ移り住み、エンジニア兼プロデューサーのビル・リーダー(Bill Leader)に出会った。
ビル・リーダーは自宅でバート・ヤンシュの演奏をオープンリール・テープに録音すると、トランスアトランティック・レコーズ (Transatlantic Records)に99ポンドで売った。そのテープから制作されたアルバム『バート・ヤンシュ』は1965年に発表される。これに次いで『自由と魂』と『自画像』の2枚のアルバムを矢継ぎ早に発表した。
アルバム『自画像』には「Blackwaterside」の最初の録音が収録されている。この楽曲は、アイルランド民謡「Down by Blackwaterside」に独自のギター伴奏を加えたもので、後にこのギター伴奏部分がジミー・ペイジによって、「Black Mountain Side」としてアルバム『レッド・ツェッペリン I』に収録された。
バート・ヤンシュは「有名なロックバンドのよく知られているやつがその演奏を持っていったんだ。自分達の録音にそのまま使っているよ」と話している。
ロンドンではジョン・レンボーン（彼とはロンドン北部にあるキルバンのフラットで共同生活をしていた）、デイヴィ・グレアム、ポール・サイモンら、革新的なアコースティック・ギタープレイヤーとも出会う。そして、オールド・ブロンプトン通りのトゥルバドール (The Troubadour)や、ソーホーのグリーク街にある「レ・クザン」(Les Cousins)など、あちこちのクラブに集まり演奏をした。
ジョン・レンボーンはトテナム・コート通りに「蹄鉄フォーククラブ」(Horseshoe Folk Club)を開く。ここでジョン・レンボーンとバート・ヤンシュは一緒に演奏し、2本のギターが複雑に絡み合う演奏様式を生み出した。これはしばしば「フォーク・バロック」と称されている。1966年に2人が制作したアルバム『華麗なる出会い』では、この様式が極めて顕著に示されている。
ジャッキー・マクシーが2人のギタリストと歌い始めたのも「蹄鉄フォーククラブ」であった。更にダニー・トンプソン（コントラバス）とテリー・コックス（ドラムス）が参加し、「ペンタングル」が生まれた。
1968年にヘザー・シューウェル（この時はまだ芸術を志す学生であったが、やがてヘザー・ヤンシュの名で有名な彫刻家になる）と結婚する。バート・ヤンシュは何曲かの歌と器楽曲はヘザーとの出会いによって生まれ、わかりやすいのは1968年のアルバムにある「Miss Heather Rosemary Sewell」と、1971年のアルバム『ローズマリー・レーン』にある「Birthday Blues」であり、「M'Lady Nancy」も、名前は違うがヘザーのために書いたと言っている。

### 1968年から1973年 ペンタングル時代
ペンタングルの最初のメジャーなコンサートは1968年のロイヤル・フェスティバル・ホールで開かれ、その年に最初のアルバムを発表する。バート・ヤンシュはソロ活動を諦め、海外ツアーとアルバム制作という大変な仕事に取り組んだ。ペンタングルはフォーク・ミュージック・グループと捉えられていたが、自分たち自身の作品を多く演奏し、バート・ヤンシュが多くの作曲を担当した。
ペンタングルは1973年に解散。その後、妻と共にウェールズのランピーター近くに農場を手に入れ、公演活動からは一時身を引いた。この間、ギタリストのデイブ・エリス (Dave Ellis)が「新バート・ヤンシュ」と呼ばれるようなこともあった。

### 1970年代後半
農民として2年過した後、妻と家族の元を離れて音楽へと戻った。1977年にマイク・ピゴット (Mike Piggott)、ロッド・クレメンツ (Rod Clements)、ピック・ウィザーズ (Pick Withers)とアルバム『A Rare Conundrum』を制作する。更にマーティン・ジェンキンズ (Martin Jenkins)（ヴァイオリン）とナイジェル・スミス (Nigel Smith)（ベース）を加え、「コナンドラム」(Conundrum、"難問"の意)を結成。オーストラリア、日本、アメリカへと、6ヶ月かけてツアーを行った。
公演旅行を終えコナンドラムは解散。バート・ヤンシュはアメリカで6ヵ月を過ごし、アルバート・リーとアルバム『ハートブレイク』を制作した。
そしてイングランドに戻ると、フルハムのニューキングズ通りに「Bert Jansch's Guitar Shop」を開いた。

### 1980年代
1980年代に入ってペンタングルは新メンバーで活動を再開。オリジナル・メンバーからはバート・ヤンシュとジャッキー・マクシーが参加した。

### 1995年以降
1995年以降、ロンドンのデンマーク通りにある「12 Bar Club」でしばしば演奏した。そこでのライブをマネージャーがDATで録音しており、アルバム『Live at the 12 Bar: An Authorised Bootleg』として1996年に公式に発表する。2002年には、バーナード・バトラーやジョニー・"ギター"・ホッジ (Johnny "Guitar" Hodge)と一緒に、ロンドンのジャズカフェで生演奏をした。また2005年には、活動初期に影響を受けたデイヴィ・グレアムと再び組んで、短期ツアーをイングランドとスコットランドで開いている。
結果的に生涯最後のスタジオ・アルバムとなった『ブラック・スワン』（2006年）には、ベス・オートンやデヴェンドラ・バンハートがゲスト参加し、ヤンシュは同作で自身初の全英アルバムチャート入り（最高99位）を果たした。

## バート・ヤンシュの音楽性
バート・ヤンシュの音楽は多彩な分野から影響を受けている。フォーク（アン・ブリッグスやA.L.ロイド (A.L. Lloyd)）、ジャズ（チャールズ・ミンガスやジョン・コルトレーン）、古楽（ジョン・レンボーンやジュリアン・ブリーム）、インド音楽（ラヴィ・シャンカル）、そして更に多くの分野からも。これらから、バート・ヤンシュ自身のギタースタイルを蒸留し生み出した。
奏法の特徴は、ベーシックなクルーハンマー (clawhammer)・スタイルを取りつつ、余り使われないコードや、コードに音を加えるところにある。
この例は「Needle of Death」に見られる。単純なフィンガーピッキングだが、いくつかのコードには9thが加えている。9thを加えるのはコードの最高音ではなくアルペジオの中間音に加え、「さざなみ」を生み出している。
もうひとつの特徴は、高音弦を半音ベンドする間、低音弦のコードを抑える奏法である。こらは「Reynardine」のような楽曲においてはっきりと聴くことができる。デミニッシュ5thから完全5thまでベンドしている。
多くのギタリストと同様に、ベンドは彼の奏法の特徴である。少し少なくベンドすることによって、僅かにシャープ、あるいは、フラットな音を生み出し、全音階とは違う印象をもたらしている。

## ディスコグラフィ

### スタジオ・アルバム
- 『バート・ヤンシュ』 - Bert Jansch (1965年) ※旧邦題『若者の不思議な世界』
- 『自由と魂』 - It Don't Bother Me (1965年)
- 『自画像』 - Jack Orion (1966年)
- 『華麗なる出会い』 - Bert and John (1966年) ※ジョン・レンボーンとの連名
- 『ニコラ』 - Nicola (1967年)
- 『バースデイ・ブルース』 - Birthday Blues (1969年)
- 『ローズマリー・レーン』 - Rosemary Lane (1971年)
- 『ムーンシャイン』 - Moonshine (1973年)
- L. A. Turnaround (1974年)
- Santa Barbara Honeymoon (1975年)
- Poor Mouth (1976年) ※デンマーク盤
- A Rare Conundrum (1977年) ※上記『Poor Mouth』のジャケットや曲順を変更したイギリス盤
- Avocet (1978年)
- Thirteen Down (1980年) ※バート・ヤンシュ・コナンドラム名義
- 『ハートブレイク』 - Heartbreak (1982年)
- From the Outside (1985年)
- Sketches (1990年)
- Ornament Tree (1990年)
- 『ホェン・ザ・サーカス・カムズ・トゥ・タウン』 - When the Circus Comes to Town (1995年)
- Toy Balloon (1998年)
- Crimson Moon (2000年)
- 『エッジ・オブ・ア・ドリーム』 - Edge of a Dream (2002年)
- 『ブラック・スワン』 - The Black Swan (2006年)

### ライブ・アルバム
- 『ライヴ・アット・ラフォーレ』 - Live at La Foret with Martin Jenkins (1980年)
- 『ライヴ・イン・コンサート』 - BBC Radio 1 Live in Concert (1993年) ※バート・ヤンシュ・コナンドラム名義
- Live at the 12 Bar: An Authorised Bootleg (1996年)
- 『ヤング・マン・ブルース』 - Young Man Blues - Live In Glasgow 1962 - 1964 (1998年)
- Downunder: Live in Australia (2001年)
- 『ライヴ・アット・シティ・ホール'74 (リヴァー・セッションズ)』 - The River Sessions (2004年)
- Fresh As a Sweet Sunday Morning (2007年) ※CD+DVD、2006年4月22日 シェフィールド・メモリアル・ホールでのライブ
- Sweet Sweet Music (2012年)
- 『ストローリング・ダウン・ザ・ハイウェイ』 - Strolling Down The Highway (2016年) ※CD+DVD、2006年収録

### コンピレーション・アルバム
- Lucky Thirteen (1966年)
- Stepping Stones (1969年)
- Box of Love (1972年)
- Strolling Down the Highway (1986年)
- 『スリー・コード・トリック』 - Three Chord Trick (1993年)
- 『アフター・ザ・ロング・ナイト+プレイング・ザ・ゲーム』 - After the Long Night / Playing The Game (1996年) ※with ローレン・オーバック
- Just a Simple Soul (2018年)